# Джерса II
Джерса II (рум. Gersa II) — село у повіті Бистриця-Несеуд в Румунії. Входить до складу комуни Ребрішоара.
Село розташоване на відстані 350 км на північ від Бухареста, 26 км на північ від Бистриці, 93 км на північний схід від Клуж-Напоки.

## Населення
За даними перепису населення 2002 року у селі проживали 268 осіб, усі — румуни. Усі жителі села рідною мовою назвали румунську.